# جائزة التعليم للتميز
جائزة التعليم للتميز هي جائزة سعوديَّة تمنحها وزارة التعليم لجميع منسوبي الميدان التعليمي من تربويين وإداريين من الجنسين على مستوى المدرسة، مكتب التعليم، الإدارة التعليمية، الوزارة، وكذلك جميع الطلاب والطالبات بمختلف مراحلهم الدراسية.

## الفئات
- طلاب
- معلمون
- خدمات تعليمية
- أعمال تطوعية
- مدارس
- مشرفون تربويون
- مرشدون طلابيون
- موظفون إداريون
- رواد التعليم
- المبادرات
- المنتجات الإعلامية
- المؤسسات

## الأهداف
- تشجيع فئات المجتمع التعليمي، وإبراز منجزاتهم، وتحفيز الأداء التعليمي والإداري الأمثل بصفة مستمرة.

- إبراز دور المتميزين علميا وإداريا وتكريمهم ودعم مكانتهم في المجتمع.

- إذكاء روح التنافس الإيجابي بين الطلاب لتحقيق التفوق والإبداع.

- نشر الممارسات التعليمية والإدارية المتميزة للارتقاء بمستوى الأداء.

### الرؤية
الريادة في جوائز التميز التربوي إقليميا وعالميا.

### الرسالة
تحفيز الميدان التعليمي والإداري نحو الأداء المتميز، وتشجيع الممارسات المتميزة والتفوق العلمي وتكريم المبدعين والمتميزين علميا وتربويا وإداريا، ونشر ثقافة التميز والعمل للإتقان.

### القيم
- المواطنة
- الانتماء
- الشفافية
- المسؤولية المهنية
- التنافس الإيجابي
- العدالة
- احترام التنوع الثقافي
- تكافؤ الفرص

## التاريخ
صدر قرار تشكيل الجائزة عام 1431ه الموافق ل2009م من وزير التربية والتعليم آنذاك فيصل بن عبدالله بن محمد آل سعود. وفي عام 1437ه تقرر إصدار الهوية الجديدة لجائزة التعليم للتميز.

## وصلات خارجية
- الموقع الرسمي للجائزة. نسخة محفوظة 11 أكتوبر 2015 على موقع واي باك مشين.